# 拟广布弓背蚁
拟广布弓背蚁（學名：Camponotus consobrinus ，英文：banded sugar ant，sugar ant）也称为橙布弓背蚁和橙帶弓背蚁，是原产于澳大利亚的一种蚂蚁。它是蚁亞科：弓背蚁屬的一种，由德国昆虫学家威廉·费迪南德·埃里克森（Wilhelm Ferdinand Erichson）于1842年描述。它的英文俗名指的是这种蚂蚁喜欢糖和甜食，以及环绕其腹部的橙棕色带。
工蚁具多种分化，体型为中大型，主要分為大型工蚁和小型工蚁。这两种工蚁体长约5至15（0.2至0.6英寸）；蚁后的体型则更大。該物种主要在夜间活动，喜欢中湿环境，常见于森林和林地中。有時也出现在城市地区，而在城巿中，它们被视为家居害虫。
牠们的食谱包括从蚜虫和它們照料的其他昆虫身上获取的甜分食物。该物种是紫彩虹臭蚁（Iridomyrmex purpureus）的生态竞争对手，已知这两种蚂蚁之间会发生搶奪食物和堵塞对方巢穴的行为。工蚁捕食昆虫時會用蚁酸喷射并灼伤獵物。該物種会被其他蚂蚁、针鼹和鸟类捕食。澳大利亚土著也曾食用过该物种的卵。

## 分类
拟广布弓背蚁最早由德国昆虫学家威廉·费迪南德·埃里克森（Wilhelm Ferdinand Erichson）描述，他于1842年将其命名为Formica consobrina。并从塔斯马尼亚采集回了一只正模标本蚁后，现藏于柏林自然博物馆。 Formica consobrina后来于1863年被昆虫学家朱利叶斯·罗杰（Julius Roger）移至弓背蚁屬，並命名为拟广布弓背蚁。 1933年，美国昆虫学家威廉·莫顿·惠勒描述了拟广布弓背蚁的一些亚种和变种。这些亚种和變種分別是：
- C. consobrinus subsp. lividipes
- 拟广布弓背蚁黑頭亞種 C. consobrinus subsp. nigriceps

及變種：
- C. consobrinus var. obniger
- C. consobrinus var. perthianus

而其中一些分类在不久後便轉移至其他地方：
- 1934年，C. consobrinus nigriceps升為一个完整的物种（黑頭弓背蚁 Camponotus nigriceps），C. consobrinus lividipes則被視为該物種的異名。[6]
- 1985年，C. consobrinus lividipes被视为C. nigriceps的一个亚种，现称为C. nigriceps lividipes。[7]
- 1996年，C. consobrinus perthianus被視為黑頭弓背蚁的異名，C. consobrinus var. obniger變成該物種的異名。[8]

种名源自拉丁语中的consobrina意为“表兄弟”。 这是因为它的外观与广布弓背蚁（C. herculeanus）相似。 

这种蚂蚁属于黑头弓背蚁種团（Camponotus nigriceps species group），该种团还包括了以下物種：
- 光亮弓背蚁 Camponotus clarior Forel, 1902
- 拟广布弓背蚁 Camponotus consobrinus (Erichson, 1842) 又稱：橙布弓背蚁、橙带弓背蚁
- 德兰德弓背蚁 Camponotus dryandrae Mc Arthur and Adams, 1996
- 伊氏弓背蚁 Camponotus eastwoodi McArthur, 1996 又稱：东木弓背蚁
- 洛厄里弓背蚁 Camponotus loweryi Mc Arthur and Adams, 1996
- 长斜弓背蚁 Camponotus longideclivis Mc Arthur and Adams, 1996
- 黑头弓背蚁 Camponotus nigriceps (Smith F., 1858)
- 苍头弓背蚁 Camponotus pallidiceps Emery, 1887

该种团物种在英文中通常被称为带状糖蚁或糖蚁，因为它们喜欢甜食，并且腹部有一条橙褐色的带子。

## 描述
該物種有不同的大小形态，长度从4至16（0.2至0.6英寸）不等，這使它们成为一个大型的螞蟻物种。 該物種具有多态性，其蚁群大致分為两种类型的工蚁：小型工蚁和大型工蚁，它们的体型不同。因此很容易区分，因为工蚁体型较小且更纤细，而大工体型更大且更强壮。这两个品級的工蚁都拥有一对强有力的上颚。 蚁后則是群落中最大的蚂蚁。
拟广布弓背蚁的颜色种类繁多，这可能是由于生态環境而導致的非遗传影响。如湿度、日照及温度等都有可能影响該物種的工蚁肤色。
雌性的拟广布弓背蚁很容易通过其黑色的头部、橙色的胸部和缠绕着腹部的橙棕色带子进行识别。该物种的雄性全身呈黑色。 胸部和腿部的暗面的侧面呈铁锈色。柄节（触角基部）和上颚为黑色，头部比胸部宽。胸部的长度大于其总宽度，略微扁平，腹部布满微小的黑点。 直立刚毛呈金色，在头下没有，但在胸部上有。足部和跗足上的刚毛比胸部上的刚毛短。 腹的前部颜色较后部浅，胸部背部轮廓分明，呈曲线。 小工的後胸背板缺失，眼睛凸出，而大蚁的后胸背板明显，眼睛扁平。蚁后的翅膀是深色的，頂角和脉纹是黄色的。 虽然许多蚂蚁物种都有后胸腺，但該物種却没有这种腺体； 工蚁的马氏管数量为 21 个。 
相关的黑头弓背蚁（Camponotus nigriceps）具有相似的外形，容易被人和該物種混淆。黑头弓背蚁的颜色比拟广布弓背蚁更浅，而且黑頭弓背蚁的腹部没有橙褐色的带子。

## 分布和栖息地

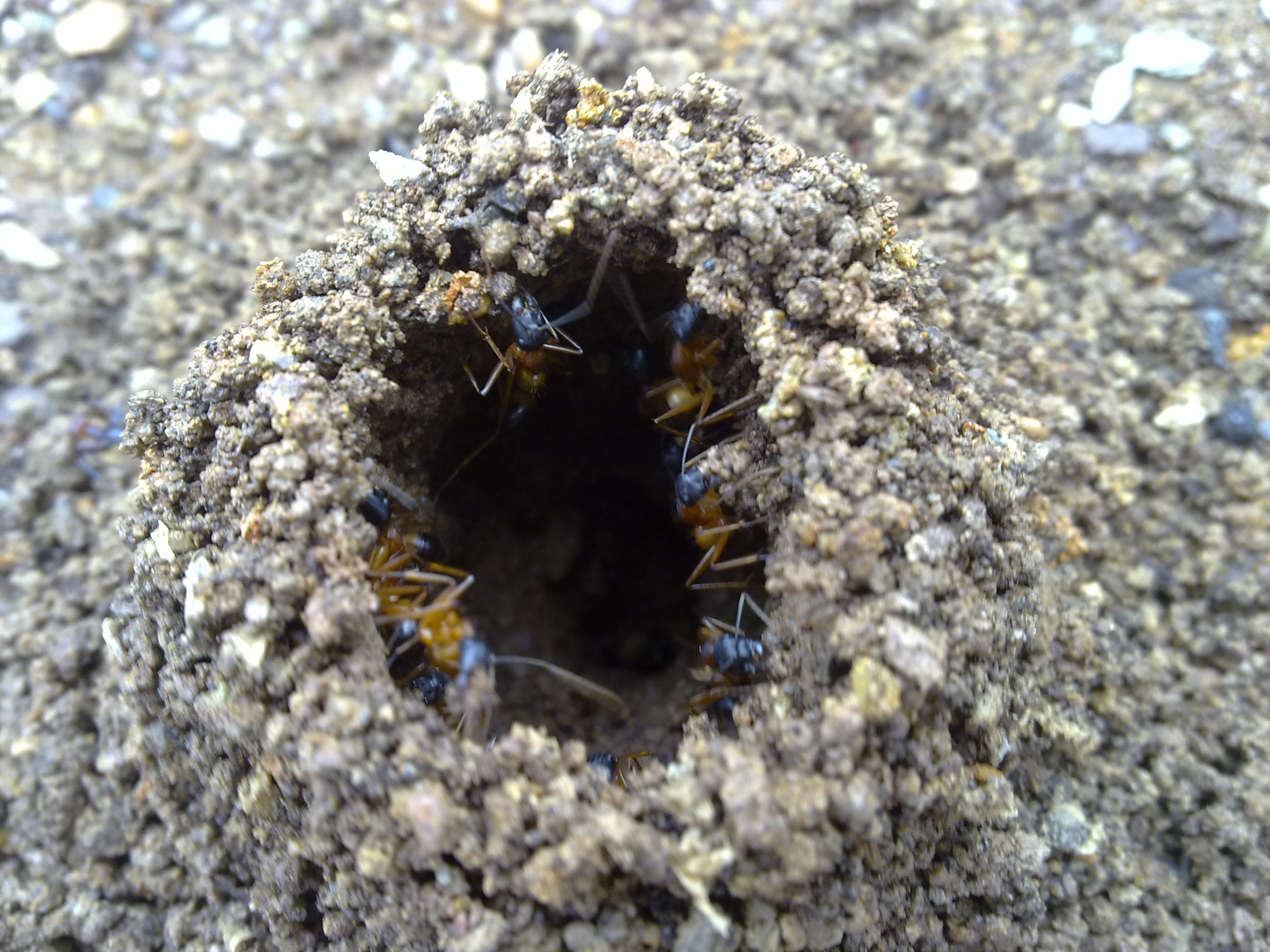
雨后，拟广布弓背蚁重建巢穴入口

拟广布弓背蚁是澳大利亚分布最广的蚂蚁之一，但最常见的地区是澳大利的亚东南部。 它分布于昆士兰州的东北海岸，从北部的查特斯塔到南部的布里斯班一帶。这种蚂蚁广泛分布于新南威尔士州、澳大利亚首都领地、维多利亚州和塔斯马尼亚州。 在南澳大利亚州，它是阿德莱德常见的家居害虫，主要分布在该州的东南部，而在西北部则没有发现这种物种。 該物種在西澳大利亚的存在尚未得到证实。 这些蚂蚁生活在城市地区、桉树林、硬叶林、草原和荒地中，喜欢中濕环境 在澳大利亚较干燥的地区，該物種并不常见，反而有較多的黑头弓背蚁。 拟广布弓背蚁居住於海拔170至853（558至2,800英尺） 的地方。 
巢穴位于各种各样的地方，包括木洞、植物根部、树木、灌木的树枝、岩石之间、土壤中以及铺路石下。 有时，該物種会形成小蚁丘，每个蚁丘直径不超过20 cm（7.9英寸），通常呈漏斗状且持續時間短暂。 工蚁不会在没有发生土地退化的原始地区建造土墩。 相反，巢穴的入口由一个壁光滑的垂直轴组成，直径15至17（0.59至0.67英寸）。巢穴中的巢室外观与巢穴入口相似（类似竖井的墙壁）巢室内的地板通常为20至30（0.8至1.2英寸）长，拱形屋顶，高10（0.4英寸）。 從挖掘出的紫彩虹臭蚁巢穴表明，拟广布弓背蚁也会栖息在其中。

## 行为与生态

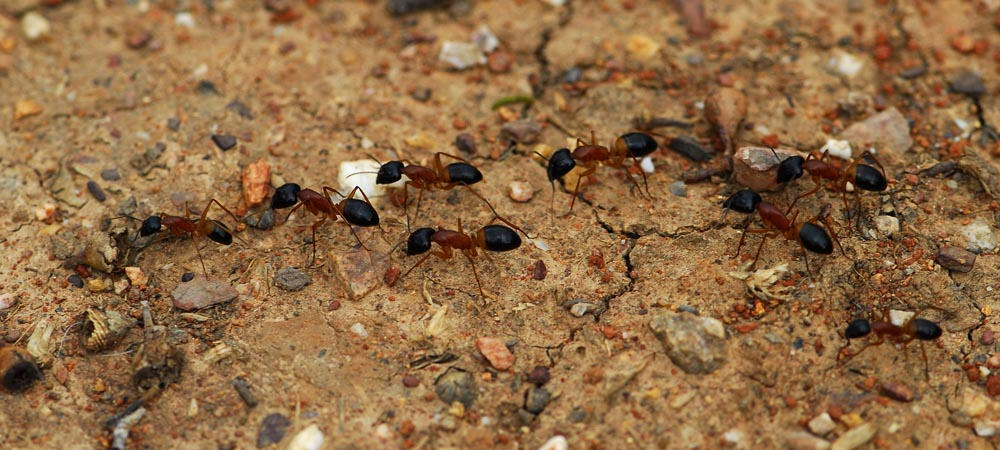
工蚁通过串联奔跑的方式招募更多巢穴同伴来开发新发现的食物来源。领头的工蚁（左边）已经返回巢穴并带领剩余的工蚁返回食物源。

在該物種的分部範圍中，為當地夜行动物中的主要群体。工蚁通常在黄昏时分出现，它们在被标记的小路或在木麻黄树和桉树上觅食。 这些蚂蚁也会在白天觅食，但相比之下在夜间更常见。 在温暖的季节（尤其是夏季），它们也更加活跃。 該物種使用多种社交技巧来让其他蚂蚁跟随它们找到食物来源；这些技巧包括工蚁背着另一只工蚁、串联奔跑，或者简单地留下一条通往食物来源的信息素踪迹。 约有 2–35% 的觅食工蚁会的選擇串联奔跑。
該物種经常会随机攻击其他蚂蚁物种的巢穴，而忽略近處的其他蚂蚁。它们用上颚咬住对手，然后用蚁酸杀死獵物。 觅食的工蚁会利用视觉线索寻找方向，或者判断自己迷路了；工蚁会通过熟悉的地标来确定方向。 当受到挑衅时，工蚁会抬起腹部，用大颚抵御攻击者。如果受到进一步挑衅，它会从腹部喷射甲酸来防御，以击退掠食者。

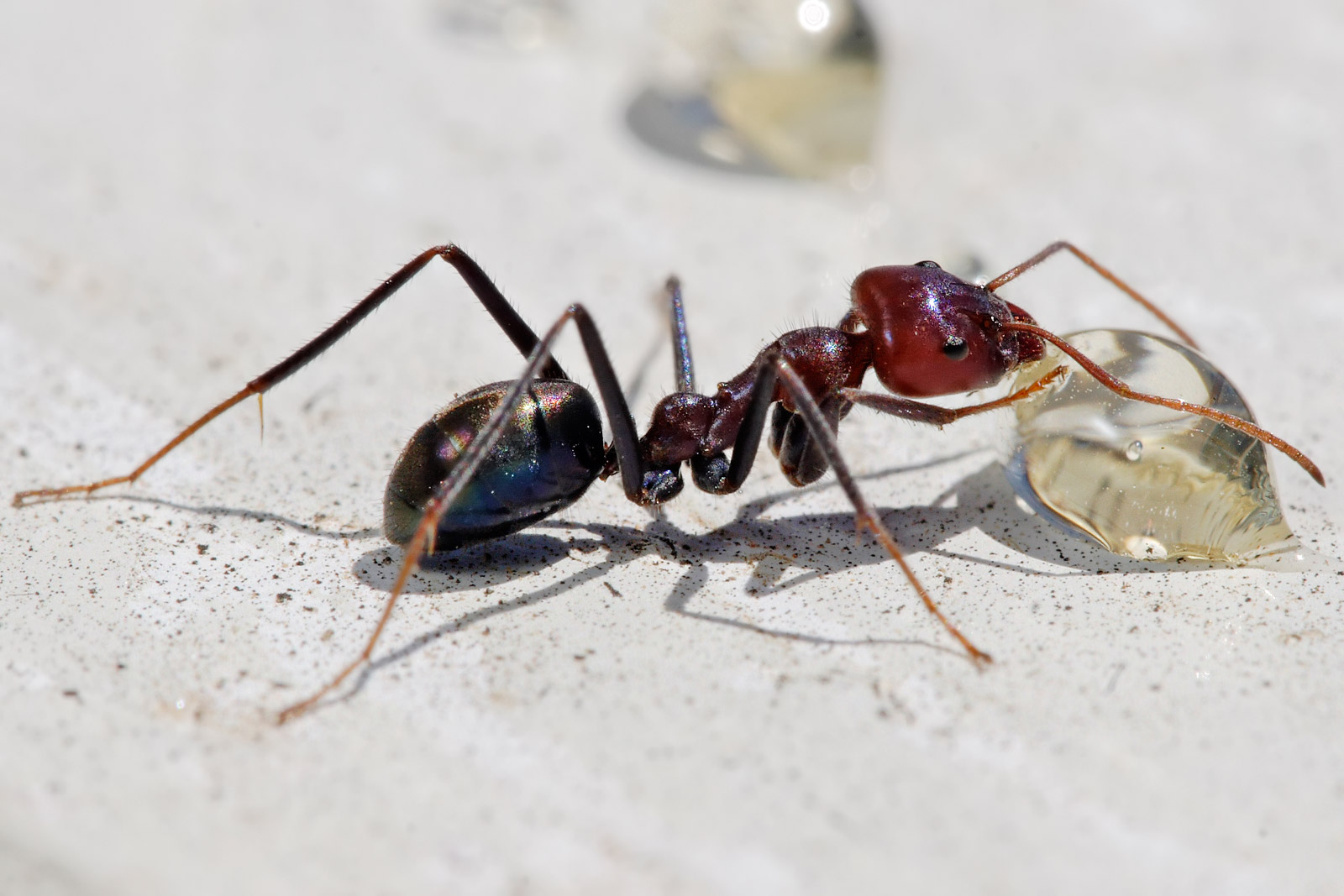
紫彩虹臭蚁是該物種的已知竞争对手

該物種的常见竞争对手是紫彩虹臭蚁，据观察，紫彩虹臭蚁会用鹅卵石和泥土堵住拟广布弓背蚁的筑巢洞，以防止它们在凌晨离开巢穴。为了防止紫彩虹臭蚁离开自己的巢穴，蚂蚁会用碎石堵住它们的巢穴，这种行为被称为“堵巢”。 如果紫彩虹臭蚁巢穴被树木或其他遮荫处侵占，拟广布弓背蚁可能会入侵并占领巢穴，因为蚁群的健康状况可能会因遮蔽而恶化。 受到影响的紫彩虹臭蚁群成员随后会迁往附近位于合适区域的副巢，而入侵的拟广布弓背蚁则会用黑色树脂材料填满巢穴。 在1999年的一项研究中，Pogonoscopus myrmex叶蝉被放置在拟广布弓背蚁群中，以测试共生反应。这些叶蝉遭到攻击，表明其與該物種之间不存在共生关系。 
人们观察到椋鸟会用羽毛和皮肤摩擦拟广布弓背蚁，这种行为被称为“蚁浴”。 

### 饮食和捕食者
拟广布弓背蚁是杂食动物，以甜食为食。 它们照料蚜虫等食草昆虫，并以它们分泌的液体为食。 蚜虫的肛门会产生蜜露分泌物，然后供给蚂蚁。这种行为对两种生物都有利，因为蚂蚁保护蚜虫免受掠食，而蚜虫则为蚂蚁提供营养液。拟广布弓背蚁还会照料南紫天青蝶（Ogyris genoveva）的幼虫。 它们是蓝桉花朵的访客，在那里它们可以充当传粉者。 它们可能在夜间出现在城市灯光下寻找节肢动物猎物，如白蚁和微小扇头蜱（Rhipicephalus microplus）。 夜间，带状糖蚁会“抢夺”半翅目昆虫排泄的食物来源，而紫彩虹臭蚁则会在白天以这些昆虫为食。 該物種和紫彩虹臭蚁倾向于在彼此附近筑巢，由于物种间相互干扰，两种蚂蚁觅食的区域的觅食时间较短。 拟广布弓背蚁是夜行动物，而紫彩虹臭蚁不是，因此如果没有干扰，它们的觅食时间会延长一到两个小时。
人们曾在短喙针鼹（Tachyglossus aculeatus）的粪便中发现拟广布弓背蚁被消化過的尸体， 并且已知非雀形目鸟类会捕食它们。 黑盲蛇会顺着該物種留下的踪迹，可能是为了找到它们作为潜在的猎物。盲蛇也以吃掉该物种的幼虫而闻名。 脐寬胸蛛（Euryopis umbilicata）是一種专职捕食蚂蚁的蜘蛛，一项研究发现，这种蜘蛛90.6%的猎物都是拟广布弓背蚁 。 线虫是該物種幼虫的寄生虫，如一些Mermithergate。 受感染的工蚁可以通过其肿胀的胃部进行识别；例如，未感染的蚂蚁体长为13至14（0.51至0.55英寸）且腹部的长度有4至5（0.16至0.20英寸）；而感染者的腹部为6至7（0.24至0.28英寸）。一些采集到的样本胃部肿胀，腹节之間的膜暴露在外。

### 生命周期和繁殖

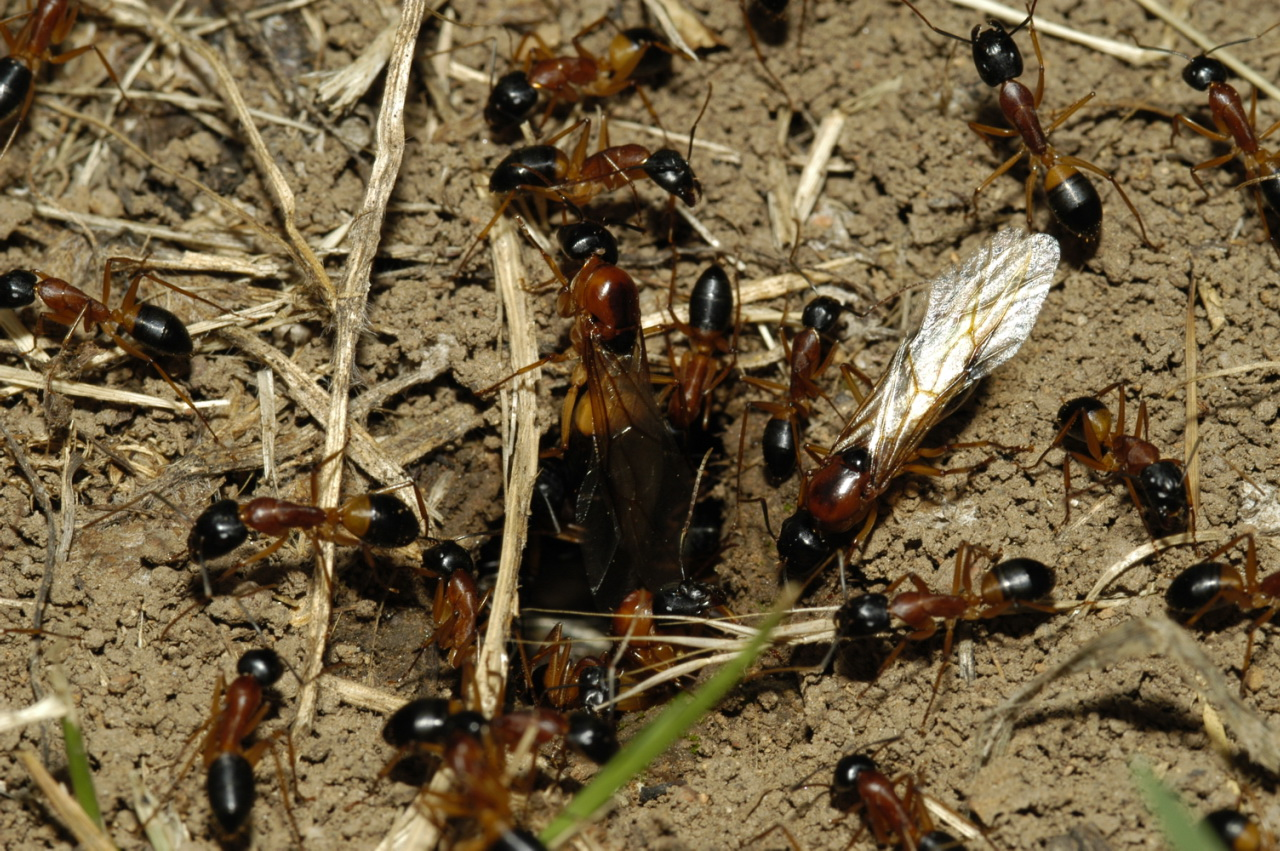
蚁后离开巢穴进行婚飞

与所有蚂蚁一样，拟广布弓背蚁的生命始于卵。如果卵子受精了，蚂蚁就可以是雌性；如果没有，它則是雄性。蚂蚁為完全变态发育，这意味着它们要经过幼虫和蛹阶段，然后才变成成虫。
尽管大多数拟广布弓背蚁的群落都是單後制的（一个巢穴只有一个蚁后），但也发现有些拟广布弓背蚁群落是多後制的（即一个群落存在多名蚁后）；这是第四种被确认为具有一夫多妻制的弓背蚁物种。在一夫多妻制的蚁群中，蚁后没有领土意识，而且可以观察到后代的自由混合现象。尽管环境因素均质化，但不同的家族血统与蚂蚁种姓有着密切的相关性，这表明种姓很大程度上是由基因决定的。 只有一个蚁后的蚁巢为單雄雄蕊，即蚁后只会与一只雄蚁交配一次。 人们对它们的婚飞了解尚不多，尽管在1月份在南澳大利亚州观察到了雌蚁与雄蜂的交配，以及12月初在昆士兰州东南部观察到了交配（2017年）。 这暗示該物種将在仲夏期间交配，并且蚁群将在此时建立。婚飞的理想条件是温暖的下午，气温为20—25 °C（68—77 °F），此时的成虫开始成群结队活動。 一个蚁群可以存活很长时间，蚁后可以存活7年或更长时间。 有一點值得提，宾州弓背蚁（Camponotus pennsylvanicus）会从拟广布弓背蚁的群落中收养幼虫和蛹。
属于不同蚁后（雌性祖先）的工蚁在体型上存在明显差异。 据称，蚁后的基因还会影响其產下工蚁种姓的决定。

## 与人类的互动
拟广布弓背蚁被认为是一种家居害虫，偶尔会在夜间在家中看到。它会啃食木材，从而损坏家具和配件。 二硫化碳可用于清除該物種的巢穴。 这些蚂蚁对人类并不构成任何威胁，因为它们没有螫人的能力，只能喷洒蚁酸。然而，体型较大的大工可以用它们强有力的上颚咬人，造成疼痛，而且它们喷出的甲酸对人类皮肤有腐蚀作用。 澳大利亚土著曾食用过该物种的卵。

### 引用文本
- Hölldobler, Bert; Wilson, Edward O. . Cambridge, Mass.: Belknap Press of Harvard University Press. 1990. ISBN 978-0-674-04075-5.